# Burksiella benefica
Burksiella benefica is een vliesvleugelig insect uit de familie Trichogrammatidae. De wetenschappelijke naam is voor het eerst geldig gepubliceerd in 1932 door Dozier.